# T-14
Der T-14 (interne Bezeichnung T-99, Entwicklungsindex Objekt 148, verbreitete Bezeichnung: T-14 Armata) ist ein russischer Kampfpanzer der aktuellen Generation. Er wird seit 2010 entwickelt und soll im russischen Heer den T-90 ablösen. Der Öffentlichkeit wurde er im Mai 2015 vorgestellt. Aus Kostengründen und aufgrund technischer Probleme bei der Entwicklung wurde vorerst nur der Bau weniger Einheiten in Auftrag gegeben. Hersteller ist Uralwagonsawod.

## Beschreibung
Der T-14 (interne Bezeichnung T-99, Entwicklungsindex Objekt 148) basiert auf der universellen Kettenfahrzeugplattform Armata des Rüstungsunternehmens Uralwagonsawod. Er wird als Weiterentwicklung der Versuchsmuster Objekt-195 und Objekt-640 verstanden
und übernahm von diesen das neuartige unbemannte Turmsystem. Die Zusammenarbeit mit westlichen Fahrzeugherstellern führte zu einem weiteren Technologiesprung. So pflegten französische und italienische Rüstungsfirmen ab etwa 2005 bis zum Inkrafttreten der westlichen Sanktionen 2014 rege Kontakte und Kooperationen mit russischen Firmen und staatlichen russischen Institutionen.
Die Besatzung (Kommandant, Richtschütze, Fahrer) ist in einem Kompaktraum im Wannenbug direkt hinter der starken Bugpanzerung untergebracht. Damit soll ein klassischer Wirkungstreffer im Turm nicht zwangsläufig zum Tod der Besatzung führen. Der Fahrerplatz wurde von der Mitte wieder auf die linke Seite verlegt. Der Kommandant sitzt rechts vom Fahrer und hat eine Ausstiegsluke im Wannendach zur Verfügung. Die Waffenanlage im Turm wird ferngesteuert und die Glattrohrkanone vollautomatisch geladen.
Gegenüber dem T-90 und dessen Vorgängern T-80 und T-72 wurde die Wanne verlängert und ein weiteres Laufrollenpaar eingebaut. Das Laufwerk ist ein Stützrollenlaufwerk mit sieben Laufrollen sowie vier Stützrollen je Seite.
Die Antriebsräder befinden sich am Heck, die Leitrollen am Bug des Fahrzeuges. Die Kette ist eine Verbinderkette, die mit Gummipolstern ausgestattet werden kann. Zum Einsatz kommt ein hydropneumatisches Fahrwerk.
Die Wannenform ähnelt der Keilform seiner Vorgänger, die Wanne bzw. die darauf angebrachte Zusatzpanzerung ist demgegenüber wesentlich weniger zerklüftet.

## Bewaffnung
Die T-14-Prototypen, die im Jahre 2015 (bei der Parade zum 70. Jahrestag des Sieges der Roten Armee über das nationalsozialistische Deutsche Reich) vorgestellt wurden, haben als Hauptbewaffnung eine 125-mm-Glattrohrkanone 2A82-1M. Diese Waffe ist eine Weiterentwicklung der bisher genutzten 2A46-Panzerkanone mit verbesserter Präzision. Die Glattrohrkanone der Prototypen muss nach 200 bis 280 Schuss aufgrund von Verschleiß ausgetauscht werden.
Wegen des unbemannten Turmes benötigt die Kanone keinen Rauchabsauger.
Der Kampfsatz beträgt 40 Schuss, wobei sich 32 Schuss als Bereitschaftsmunition in einem automatischen Lader befinden.
Der Panzer soll in der Lage sein, weitreichende Rohr-Lenkraketen zur Panzer- und Luftfahrzeugbekämpfung zu verschießen.
Als Sekundärbewaffnung waren die am 9. Mai 2015 gezeigten Fahrzeuge mit einer fernbedienbaren Waffenstation mit einem 7,62-mm-MG vom Typ PKTM (6P7К) mit 2000 Schuss ausgerüstet. Bei den späteren Serienfahrzeugen soll die 125-mm-Glattrohrkanone durch die 2A83-152-mm-Glattrohrkanone ersetzt werden. Ebenso sollen die Serienfahrzeuge nach einigen Quellen über eine fernbedienbare achsparallele Waffenstation mit einem 12,7-mm-Kord-Maschinengewehr (GRAU-Index 6P49) mit 300 Schuss ausgerüstet sein. Andere Quellen spekulieren auch über eine 30-mm-Maschinenkanone und ein 12,7-mm-Maschinengewehr.

## Antrieb
Als Antrieb soll der X12-Dieselmotor 12N360 aus dem Tscheljabinsker Traktorenwerk dienen, der etwa 1.103 kW (1.500 PS) leistet.

## Panzerung
Gegenüber den Vorgängermodellen wurde dem Panzer- und Minenschutz erhöhte Aufmerksamkeit geschenkt.

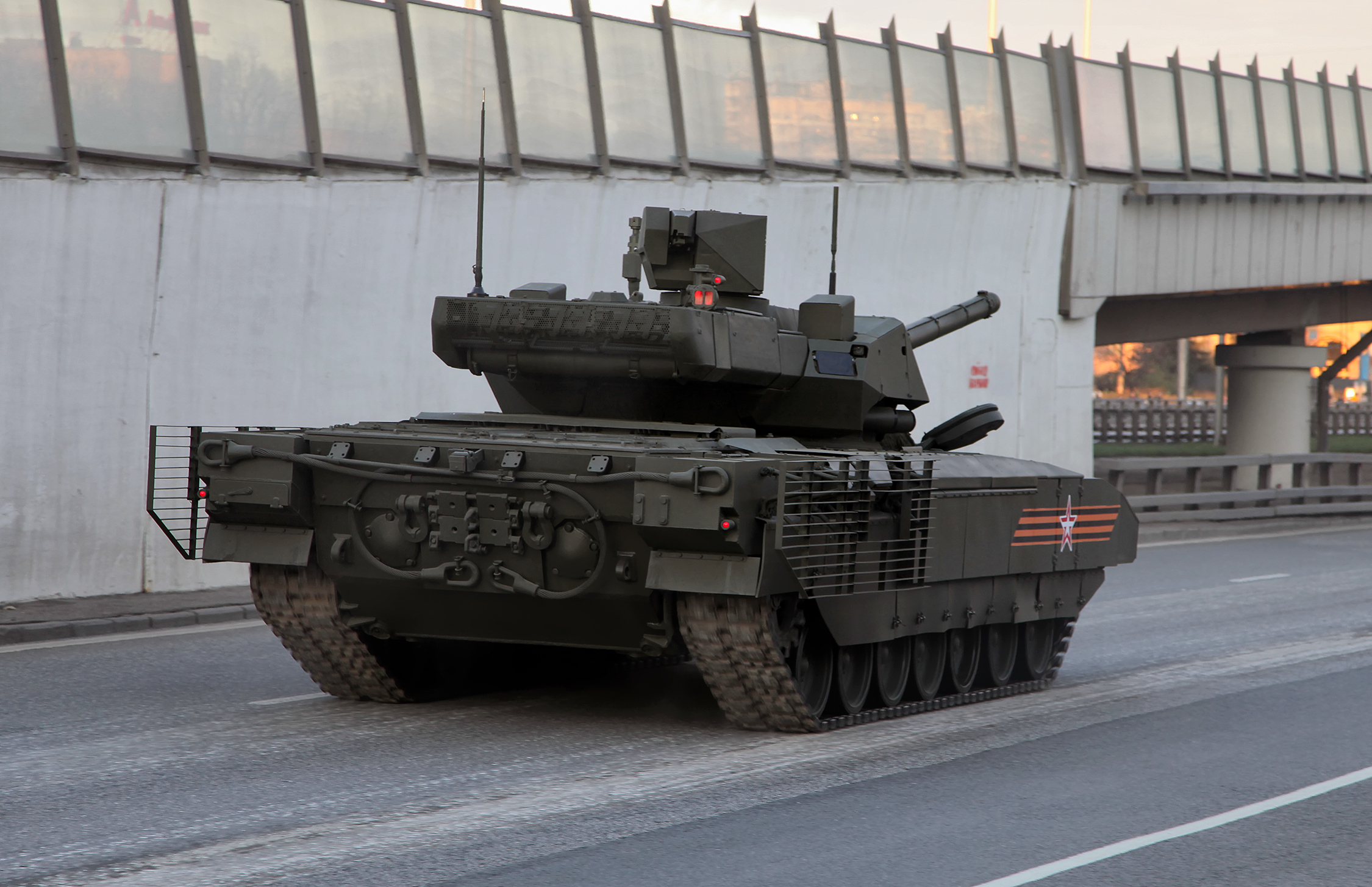
Heckansicht
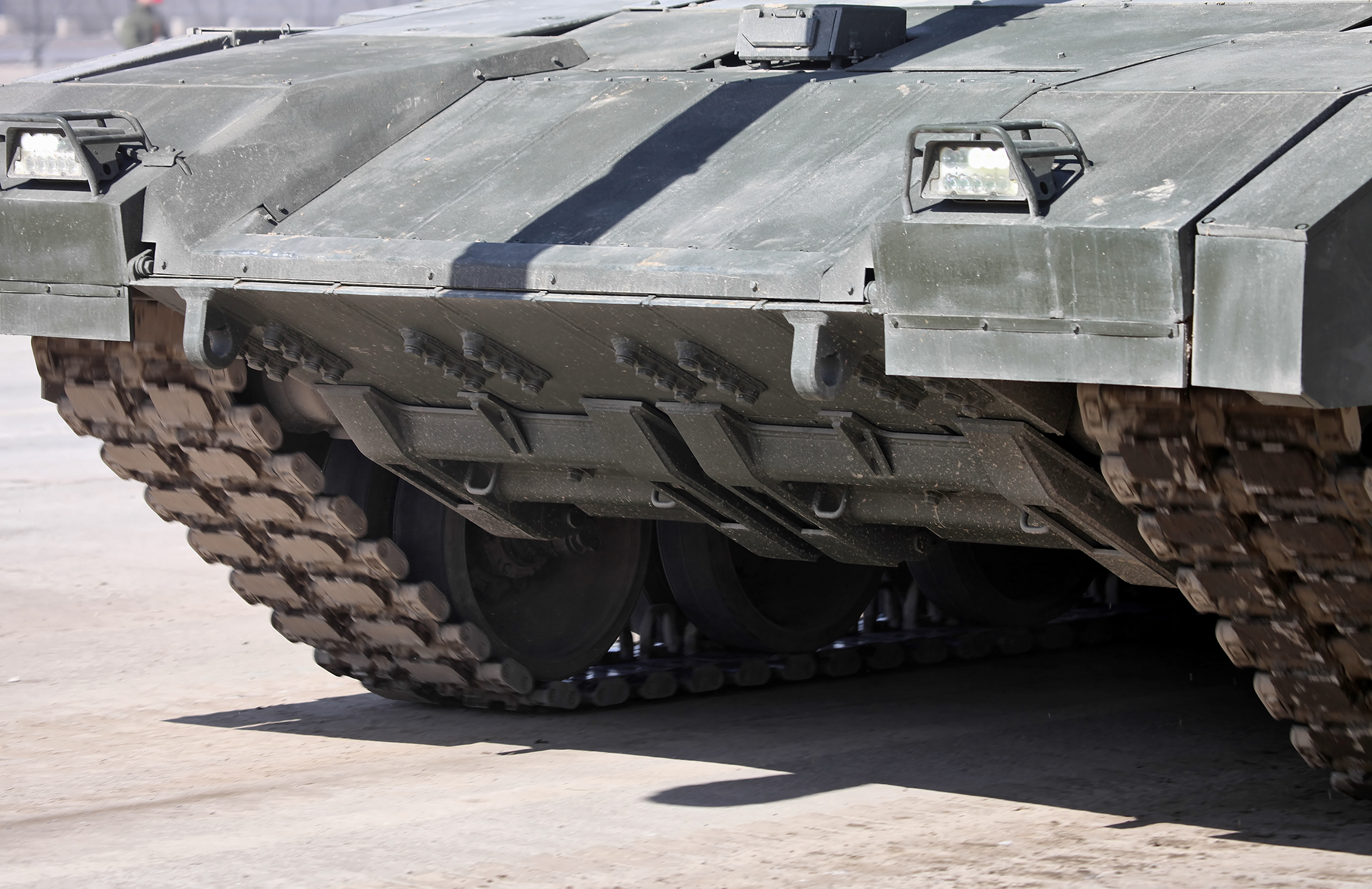
Bugplatte
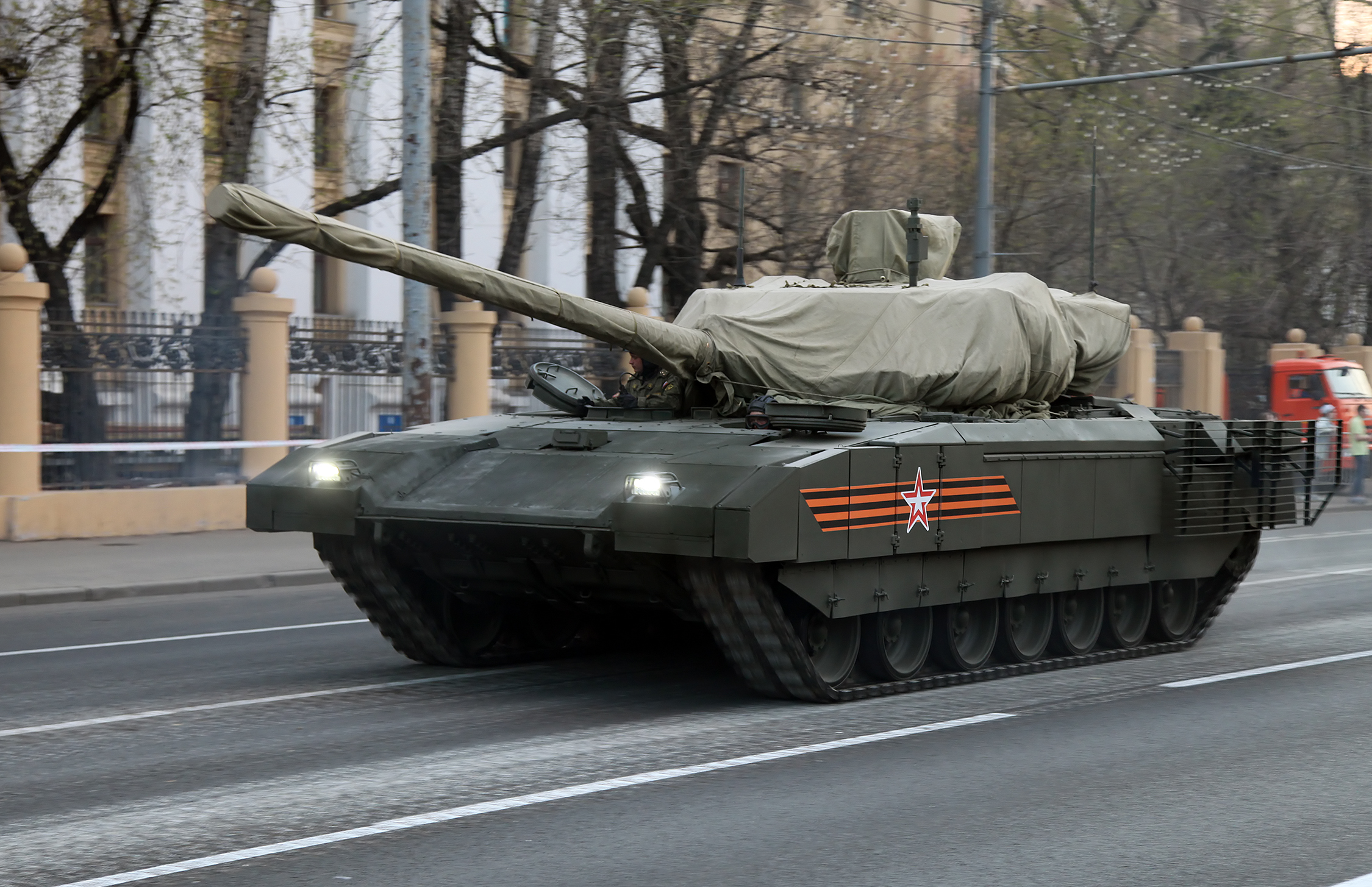
Ansicht links vorn
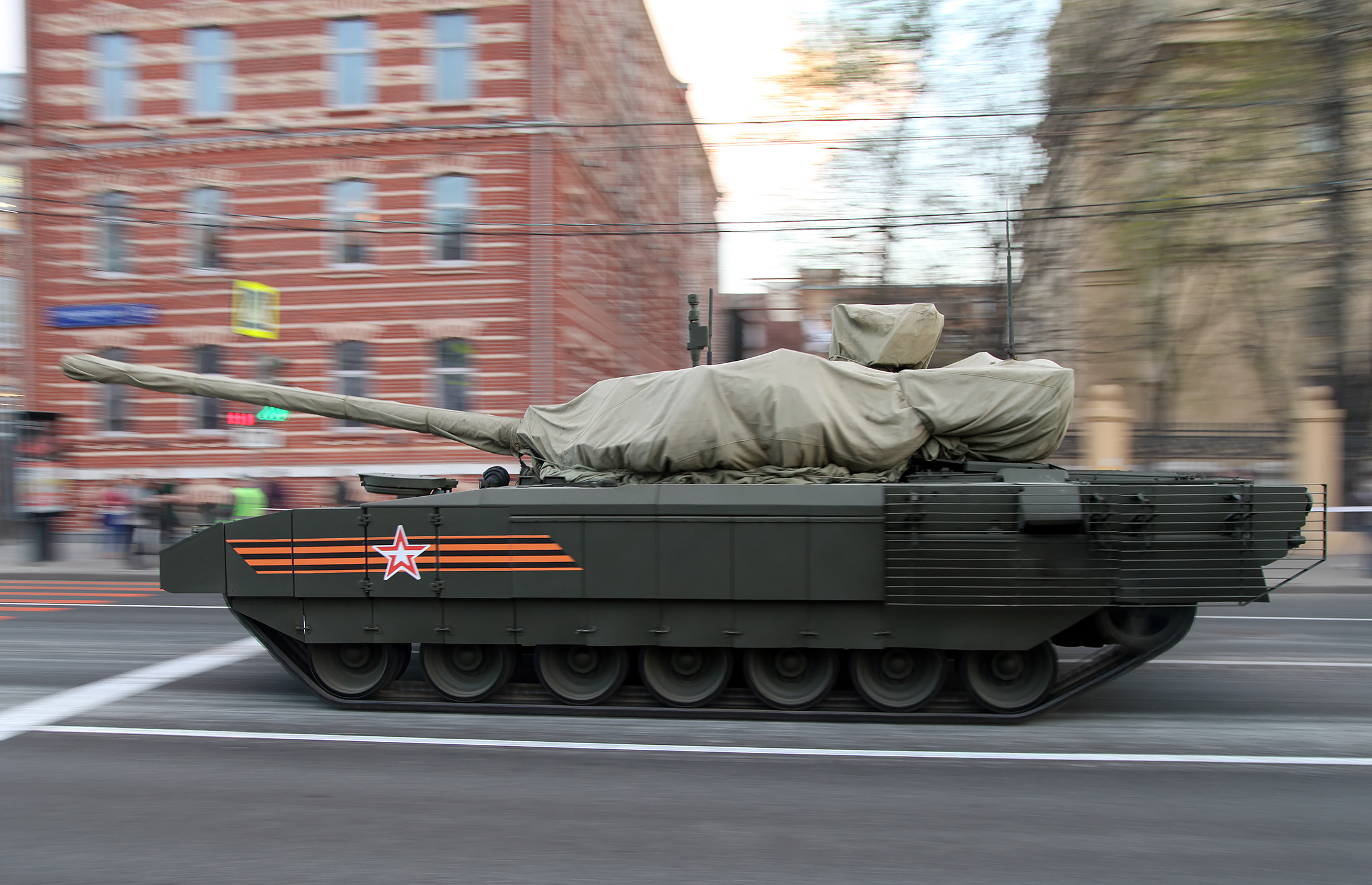
Ansicht links

Der T-14 bietet frontal ein Schutzniveau von über 900 mm RHA-Äquivalent.

## Status
Der T-14 galt 2016 – nach Einschätzung eines einzelnen britischen Stabsoffiziers – als der revolutionärste Kampfpanzer der Welt. Aufgrund der bisher aufgetretenen technischen Probleme, der bisher nicht begonnenen und immer weiter in die Zukunft verschobenen Serienfertigung, der Probleme bei Forschung und Entwicklung der für das Fahrzeug nötigen Technologien und deren Finanzierung und aufgrund der schlechten Performance und Qualität der russischen Waffensysteme während des russischen Angriffskrieges gegen die Ukraine äußerte Ralf Raths, Leiter des Deutschen Panzermuseums Munster, die Einschätzung, beim angeblichen „Super-Panzer“ T-14 Armata könne es sich genauso gut auch um eine „Luftnummer“ handeln. Mit einem Stückpreis von über 7,1 Millionen Euro wurden Stand 2015 die Kosten für einen T-14 rund dreimal so hoch veranschlagt wie für einen T-90.
Tatsächlich wurden seit der ersten Präsentation immer wieder widersprüchliche Angaben zur geplanten Stückzahl und zum Einführungsdatum des T-14 gemacht.
Anlässlich der ersten Präsentation im Jahr 2015 berichtete das russische Militär, dass sich 20 T-14-Panzer in der Testphase des Verteidigungsministeriums befinden und dass bis zum Jahr 2020 rund 2300 T-14 für das russische Heer produziert werden sollen.
Eine solch umfangreiche Produktion war aber weder finanzierbar noch zeitlich möglich. Stattdessen erklärte das Verteidigungsministerium 2016, dass eine Beschaffung von zunächst nur 100 T-14 (inklusive der Prototypen) geplant sei, da die Priorität bei der Modernisierung der älteren T-80- und T-90-Panzer liege.
Ende 2016 wurde diese Zahl zuerst auf 70, dann wieder auf 100 Fahrzeuge korrigiert. Dem Verteidigungsministerium zufolge soll die seiner Meinung nach nötige Anzahl T-14 je nach Lage beschafft werden.
Anfang 2018 gab der stellvertretende russische Verteidigungsminister Borissow an, dass über eine mögliche Serienproduktion nicht vor 2020 entschieden werde, da die Erprobung der T-14 Prototypen nicht vor Ende 2019 abgeschlossen werde.
Im Februar 2018 bestätigte das russische Verteidigungsministerium eine Bestellung von 32 T-14 für ein Panzerbataillon und 100 Schützenpanzer T-15 für drei mot.-Schützenbataillone zur weiteren Erprobung.
Im Dezember 2018 vermeldete Borissow, dass der T-14 und der Kurganez-25 bis auf weiteres nicht in Serie produziert werden.
Im Januar 2020 wurde bekannt, dass ein Vertrag zwischen dem Hersteller und dem russischen Verteidigungsministerium über die Lieferung von insgesamt 132 T-14 und T-15 zwischen 2023 und 2035 abgeschlossen wurde.
Im März 2021 hatte der russische Verteidigungsminister Sergei Schoigu angekündigt, dass die ersten 20 Exemplare des T-14 bis Ende 2021 im Heer eingeführt werden sollten. Im selben Jahr erklärte Schoigu, dass die T-14-Produktion im Folgejahr (2022) noch eine „experimentelle“ sein werde.
Im August 2021 erklärte der stellvertretende Rostec-Generaldirektor Wladimir Artiakow, dass das russische Heer den T-14 bereits zur Erprobung erhalten habe. In einem Interview des russischen Fernsehsenders Rossija 24 im Dezember 2021 gab Artiakow bekannt, dass die Serienproduktion des Panzers begonnen habe.
Westliche Experten spekulieren, dass es wegen fehlender Spezialmaterialien und Subkomponenten aus dem Westen zu Problemen bei der Serienproduktion gekommen sei.
Der britische Militärnachrichtendienst vermeldete im Januar 2023, dass russische Beamte in den vorherigen Jahren öffentlich von Problemen mit dem Motor und dem Wärmebildsystem des T-14 sprachen. Außerdem seien T-14 an Militäreinheiten übergeben worden, die in den Kriegseinsatz in die Ukraine entsendet wurden, sich jedoch in schlechtem Zustand befänden. Im April 2023 äußerte der britische Geheimdienst, reale Gefechtseinsätze seien reine Russland-Propaganda. Reale Gefechtseinsätze des T-14 hätten aufgrund des schlechten technischen Zustandes der T-14 bisher nicht stattgefunden und seien wegen des zu hohen Risikos, dass die Fahrzeuge aufgrund technischer Probleme ausfallen und den ukrainischen Truppen in die Hände fallen könnten, auch nicht zu erwarten. Im März 2024 ergänzte der britische Geheimdienst, dass der T-14 nicht in der Ukraine eingesetzt werde, weil dieser u. a. nicht in einer Größenordnung nachproduziert werden kann, wie es für den Einsatz in der Ukraine nötig wäre und in Russland daher ältere Kampfpanzer in höherer Stückzahl produziert werden, um den Bedarf zu decken.